# Helvetia santarema
Espèce
Helvetia santarema est une espèce d'araignées aranéomorphes de la famille des Salticidae.

## Distribution
Cette espèce se rencontre au Brésil et en Argentine.

## Description
La femelle holotype mesure 5,2 mm.

## Étymologie
Son nom d'espèce lui a été donné en référence au lieu de sa découverte, Santarém.

## Publication originale
- Peckham & Peckham, 1894 : Spiders of the Marptusa group. Occasional Papers of the Natural History Society of Wisconsin, vol. 2, no 2, p. 85-156 (texte intégral).